# 군도발두스

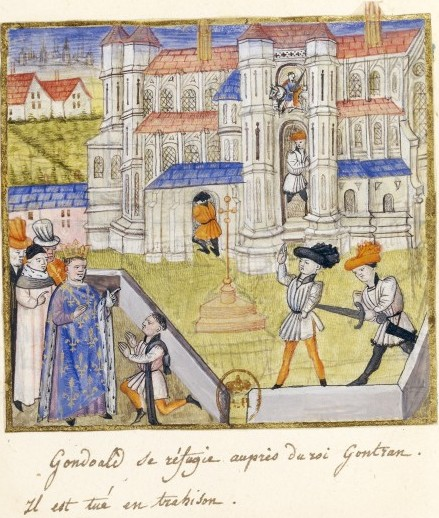

프랑크의 군도발트(Gundobald) 또는 곤도발트(Gondobald, ? - ?)는 메로빙거 왕조 출신 프랑크 왕국의 왕족이자, 프랑크 왕 클로타르 1세의 서자(庶子)였다. 군트람, 하리베르트 1세, 지게베르트 1세, 힐페리히 1세, 크롬 등의 이복 형제였다. 곤도발드 공으로도 부른다.
실드베르 2세를 실페릭 2세의 잔학행위에서 구출하여 어린 실드베르 2세를 아우스트라시아으로 추대했다.

## 생애
575년 아우스트라시아의 왕 힐데베르트 2세가 네우스트리아의 프레데군다에게 암살당하자, 군도발드는 실드베르 2세를 실페릭 1세의 잔학행위에서 구출하여, 실드베르 2세를 아우스트라시아으로 선언케 하였다.
그러나 군도발트는 곧 찬탈자로 몰렸고, 배다른 형제인 군트람에 의해 축출당하였다. 584년에는 아키텐 지방에서 스스로 왕으로 선포하고 갈리아 남부 지역을 획득하였으나, 부르군트의 영역이던 푸아티에와 툴루즈를 공략하던 중 부르군트의 군트람에게 패하고 축출되었다. 그는 코망쥬(Comminges)로 피신했다 한다.
군트람은 그의 영지를 병합하고 587년 오스트로발트(Austrovald)를 아키텐 공작으로 임명, 파견하였다. 군도발트는 590년경을 전후해 사망했을 것으로 추정되나 확실하지 않다.

## 같이 보기
- 프랑크의 군주
- 클로타르 1세
- 메로빙거 왕조
- 군트람
- 힐데베르트 2세
- 클로비스 1세
- 아키텐
- 하리베르트 2세
- 크롬

## 가족
- 할아버지 : 클로비스 1세
- 할머니 : 클로틸드
  - 고모 : 클로틸드 2세
- 아버지 : 클로타르 1세
- 어머니 : ?
  - 이복 형 : 지게베르트 1세
  - 이복 형제 : 군트람
  - 이복 형제 : 하리베르트 1세
  - 이복 형제 : 힐페리히 1세
  - 이복 형제 : 크롬

## 참고 자료
- Bachrach, Bernard S. The Anatomy of a Little War: A Diplomatic and Military History of the Gundovald Affair (568–586). Boulder, CO: Westview Press, 1994.
- Gregory of Tours decem libri historianum.

| 전임 클로타르 1세 | 아키텐의 왕 584년 - 585년 | 후임 데시데리우스 |